# Абикеева, Гульнара Ойратовна
Гульнара Ойратовна Абикеева (каз. Гүлнар Ойратқызы Әбікеева, род. 12 января 1962, Алма-Ата) — казахский киновед и кинокритик, президент Ассоциации кинокритиков Казахстана. Участник международного кинофестивального движения, арт-директор кинофестиваля «Евразия» (2005—2013). Автор нескольких книг о кинематографе Казахстана и Центральной Азии. Доктор искусствоведения (2010).

## Биография
Родилась в 1962 году в Алма-Ате. В 1984 году окончила киноведческий факультет ВГИКа (мастерская Лидии Зайцевой), там же в 1990 году защитила кандидатскую диссертацию по теме «Взаимодействие культур Запада и Востока в мировом кинопроцессе».
По возвращении в Алма-Ату возглавляла журнал «Азия-кино» (1992—1994), участвовала в создании телевизионных программ о кино (1994—1996), преподавала историю и теорию кино в Казахской национальной академии искусств им. Жургенова (1996—2001). С 1997 года является координатором программы «Культура и искусство» Международного фонда «Сорос-Казахстан».
В качестве фулбрайтовского стипендиата в 2001—2002 годах читала курс лекций в Боудин-колледже (совместно с профессором Джейн Нокс-Война) и спецкурс для магистрантов Питтсбургского университета по кинематографу и культуре Центральной Азии. Также выступала с лекциями в Гарварде, Йеле (2002), Стэнфорде (2004) и Университете Тафтса (2007). В 2010 году защитила в Москве во ВГИКе докторскую диссертацию на тему «Образ семьи в кинематографе Центральной Азии в контексте формирования культурной идентичности в регионе». Стала первым после распада СССР диссертантом ВГИКа с постсоветского пространства.
С 2005 по 2013 год являлась арт-директором международного кинофестиваля «Евразия» в Алма-Ате. Будучи членом Международной федерации кинокритиков (ФИПРЕССИ) и Объединения по продвижению азиатского кино (NETPAC), входила в жюри критиков на международных кинофестивалях в Анапе, Берлине, Висбадене, Карловых Варах, Котбусе, Оберхаузене и др.
Публикации по теме кино выходили в казахской и международной прессе. Писала обзоры кинематографий стран Центральной Азии для ежегодника International Film Guide, статьи для сайта ФИПРЕССИ, британского интернет-журнала KinoKultura (подготовила, в частности, специальный выпуск о центральноазиатском кино), индийского киножурнала Cinemaya, российских «Искусства кино» и «Кинофорума». Автор нескольких книг, посвящённых кинематографу Казахстана и Центральной Азии. За книгу «Кино Центральной Азии (1990—2001)» была отмечена дипломом премии «Слон» Гильдии киноведов и кинокритиков России (2001). За книгу «Нациостроительство в Казахстане и других странах Центральной Азии, и как этот процесс отражается в кинематографе» получила премию «Кулагер» (2007) Союза кинематографистов Казахстана как автор лучшей киноведческой работы года.

## Художественные предпочтения
В 2012 году приняла участие в опросе о величайших фильмах в истории, который раз в десять лет проводит журнал Sight & Sound. Комментируя свой выбор, пояснила, что в кино её более всего привлекает проявление человечности. Чаплин для неё символизирует рождение кинематографа, а итальянский неореализм есть основа кино как искусства. Киновед также отметила ленты, отражающие взаимопроникновение культур Востока и Запада («Расёмон», «Матрица») и диалог цивилизаций («Земля отцов»). Полностью её список лучших фильмов выглядит так (в алфавитном порядке):
- Бешкемпир (1998, Актан Абдыкалыков)
- Весна, лето, осень, зима… и снова весна (2003, Ким Ки Дук)
- Габбех (1996, Мохсен Махмальбаф)
- Земля отцов (1966, Шакен Айманов)
- Земляничная поляна (1957, Ингмар Бергман)
- Матрица (1999, Сёстры Вачовски)
- Новые времена (1936, Чарльз Чаплин)
- Ночи Кабирии (1957, Федерико Феллини)
- Солярис (1972, Андрей Тарковский)
- Расёмон (1950, Акира Куросава)

## Награды
- Медаль «За трудовое отличие» (Казахстан) (2011)
- Кавалер Орден Искусств и литературы (2016)[6]